# Devecser
Devecser es una ciudad en el condado de Veszprém, en el oeste de Hungría. Se encuentra en las cercanías de Ajka.
Durante la Edad Media había cinco pueblos en la zona que ahora es Devecser: Devecser, Kisdevecser, Szék, Meggyes y Patony. Estas poblaciones crecieron en los siglos XII y XIII. 
En la ciudad hay un palacio de la casa de Esterházy. 
En cuanto a transportes, Devecser es un punto de unión entre la autovía 8 (Szentgotthárd–Székesfehérvár) y la ruta Győr–Pápa–Tapolca. 

## Vertido tóxico
El 4 de octubre de 2010, Hungría declaró el estado de emergencia tras un escape de lodo tóxico procedente de una fábrica de aluminio situada en Ajka que mató al menos a siete personas, hirió a otras 120 e inundó 400 casas en las localidades de Ajka, Kolontár y Devecser. Se estima que el vertido descargó entre 600.000 y 700.000 metros cúbicos de lodo (el volumen equivalente al de 440 piscinas olímpicas), contaminando un área de unos 40 kilómetros cuadrados.